# Anna Bragina
Anna Bragina (ur. 23 sierpnia 1985) – rosyjska lekkoatletka, chodziarka.
Wicemistrzyni Europy juniorów w chodzie na 10 000 metrów (2003).
Podczas pucharu świata w chodzie (2004) zdobyła dwa medale w kategorii juniorek: srebro indywidualnie (na 10 km) oraz złoto w drużynie (razem z Wierą Sokołową).